# Alexander I. Balas

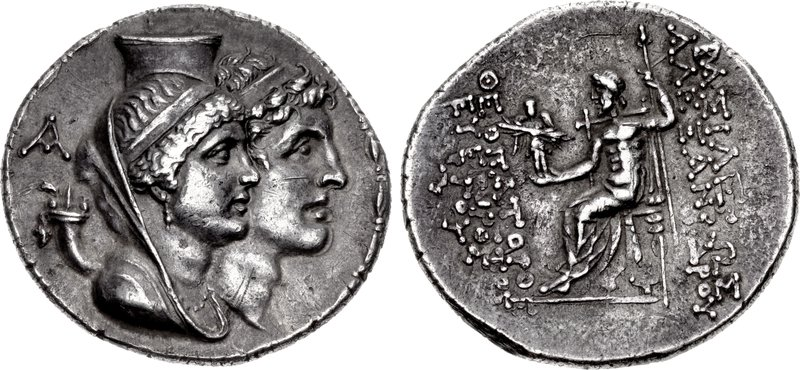
Silberne Tetradrachme aus der Münzstätte Ptolemaïs; auf dem Avers ein Doppelporträt von Alexander I. und seiner Frau Kleopatra Thea, auf dem Revers der Zeus Nikephoros („siegbringender Zeus“)

Alexander I. Balas (altgriechisch Ἀλέξανδρος Βάλας Aléxandros Bálas; † 145 v. Chr.) war als Usurpator ein König des Seleukidenreichs.

## Leben
Balas stammte aus Smyrna und war von einfacher Herkunft. Er konnte sich seit etwa 158 v. Chr. der Unterstützung des Königs Attalos II. von Pergamon erfreuen und mit Hilfe des Fürsten Zenophanes einen Machtbereich in Kilikien schaffen. Attalos II., der die Etablierung einer Pergamon freundlich gesinnten seleukidischen Regierung anstrebte, begann den jungen Balas als Thronprätendenten gegen Demetrios I. Soter aufzubauen. Balas nahm den Namen Alexandros an und gab sich als Sohn des Antiochos IV. aus, dessen 162 v. Chr. ermordetem Sohn Antiochos V. er im Aussehen sehr ähnelte.
Auf Betreiben Attalos’ II. reiste Alexander Balas im Sommer 153 v. Chr. zusammen mit seiner angeblichen Schwester Laodike, die wohl tatsächlich eine Tochter des Antiochos IV. war, nach Rom, um sich dort um die Anerkennung der Legitimität seines Anspruchs auf den seleukidischen Thron durch den römischen Senat zu bemühen. In Balas’ Begleitung befand sich Herakleides, der einstige Finanzminister Antiochos’ IV. und Bruder des von Demetrios I. besiegten und getöteten Usurpators Timarchos. Herakleides trug durch unlautere Methoden, wohl insbesondere durch Bestechung, maßgeblich zur Durchsetzung eines für Balas günstigen Senatskonsults bei; Balas’ Thronansprüche wurden anerkannt und eine Unterstützung des attalidischen Vorhabens versprochen.
Alexander Balas gewann als weitere Verbündete die Könige Ptolemaios VI. von Ägypten und Ariarathes V. von Kappadokien. Mit einem von Herakleides in Ephesos angeworbenen Söldnerheer landete er daraufhin im Frühjahr 152 v. Chr. an der phönizischen Küste und besetzte die Küstenstadt Ptolemais (heute Akkon). Hier baute er erfolgreich eine Gegenregierung zu Demetrios I. auf, die unter anderem von den Juden unter Jonatan anerkannt wurde. Balas hatte sich die Bundesgenossenschaft des Makkabäers gesichert, indem er ihn als jüdischen Hohepriester eingesetzt hatte, was den Beginn der Herrschaft der Hasmonäer über Judäa markierte. Erst 150 v. Chr. gelang es Balas, von ägyptischer Seite wirksam unterstützt, Demetrios I. in einer Schlacht entscheidend zu besiegen. Da sein Konkurrent in diesem Kampf fiel, konnte Balas die Alleinherrschaft über das Seleukidenreich antreten. Durch seine noch 150 v. Chr. zu Ptolemais erfolgte Vermählung mit Kleopatra Thea, einer Tochter des Ptolemaios VI., vermochte er seine Stellung weiter zu festigen.

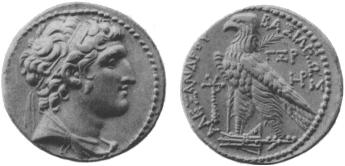
Silberne Tetradrachme von Alexander I. aus der phönizischen Stadt Tyros; auf dem Avers das Porträt des Königs, auf dem Revers der ptolemäische Adler

In phönizischen Städten wurden während der Alleinregierung des Alexander Balas viele Münzen nach dem ptolemäischen Fuß und mit dem Bild des ptolemäischen Adlers geprägt; offenbar war der ägyptische Einfluss auf das Seleukidenreich maßgeblich geworden. Balas soll die Regierungsgeschäfte in großem Maße seinem Günstling Ammonios überlassen und stattdessen seine Zeit hauptsächlich mit Ausschweifungen zugebracht haben. Auch außenpolitisch dürfte der Usurpator wenig erreicht haben. So konnten die Makkabäer weitgehend ihre Unabhängigkeit behaupten; Jonatan wurde aber durch seine Ernennung zum „Freund“ des Balas und Strategen Judäas zumindest formal ins syrische Reich eingebunden.
Von seinem kretischen Exil aufbrechend unternahm Demetrios II., ein Sohn König Demetrios’ I., 147 v. Chr. mit griechischen, von Lasthenes angeworbenen Söldnern den erfolgreichen Versuch, Alexander Balas militärisch zu verdrängen. Er ging zuerst nach Kilikien und erhielt Unterstützung durch den koilsyrischen Statthalter Apollonios, der aber Jonatan unterlag. 146 v. Chr. eilte Ptolemaios VI. seinem Schwiegersohn mit starken Land- und Seestreitkräften zu Hilfe, marschierte in Phönikien ein und zog bis Seleukeia Pieria. Dann soll aber Ammonios geplant haben, einen Anschlag auf den ägyptischen König verüben zu lassen. Jedenfalls diente dem ägyptischen König das angebliche Attentat, für das er keine Sühne erhielt, neben der von ihm entdeckten vermeintlichen Unfähigkeit seines Schwiegersohns als Grund, diesem die bisherige Freundschaft aufzukündigen und seine Tochter wieder wegzunehmen. Stattdessen verbündete er sich nun mit Demetrios II. und gab ihm Balas’ frühere Ehefrau Kleopatra Thea zur Gattin.
Die von Alexander Balas inzwischen abgefallenen Einwohner der seleukidischen Metropole Antiochia übergaben ihre Stadt dem Ptolemäerkönig. Balas wurde wohl nun auch von Rom und Pergamon nicht mehr unterstützt, zog sich vorübergehend nach Kilikien zurück und fiel 145 v. Chr. in Syrien ein. In einer nahe dem Fluss Oinoparas vor den Toren Antiochias ausgetragenen Schlacht wurde sein Heer aber von Demetrios II. und Ptolemaios VI. entscheidend besiegt. Balas floh mit 500 Kriegern nach Abai zu dem mit ihm befreundeten nabatäischen Fürsten Zabdiel (griechisch Diokles), der ihn jedoch ermorden und seinen Kopf an Ptolemaios VI. übersenden ließ. Weil aber auch der König von Ägypten bald darauf an seinen aus der Schlacht davongetragenen Wunden starb, konnte Demetrios II. die Herrschaft über das Seleukidenreich unangefochten antreten.

## Nachkommen
Aus seiner Ehe mit Kleopatra Thea hatte Alexander Balas einen Sohn, Antiochos VI. († 138 v. Chr.), der ebenfalls kurzzeitig den Königsthron besteigen konnte. Der Usurpator Alexander II. Zabinas gab sich lediglich als ein Sohn von ihm aus.

## Wirkungsgeschichte
Alexander Balas ist die Titelfigur in Georg Friedrich Händels Oratorium Alexander Balus.